# Campionati mondiali di nuoto in vasca corta 2022 - 200 metri misti maschili
La gara di nuoto dei 200 metri misti maschili dei Campionati mondiali di nuoto in vasca corta 2022 è stato disputata il 13 dicembre 2022 presso il Melbourne Sports and Aquatic Centre di Melbourne, in Australia.
Vi hanno preso parte 38 atleti da 32 nazioni.

## Podio
| Posizione | Atleta        | Nazionalità |
| --------- | ------------- | ----------- |
| Oro       | Matthew Sates | Sudafrica   |
| Argento   | Carson Foster | Stati Uniti |
| Bronzo    | Finlay Knox   | Canada      |

## Programma
| Data             | Ora (UTC+1) | Turno    |
| ---------------- | ----------- | -------- |
| 13 dicembre 2022 | 02:51       | Batterie |
| 13 dicembre 2022 | 10:32       | Finale   |

## Record
Prima della manifestazione il record del mondo e il record dei campionati erano i seguenti.
| Record mondiale       | 1:49.63 | Ryan Lochte Stati Uniti | 14 dicembre 2012 Istanbul, Turchia |
| Record dei campionati | 1:49.63 | Ryan Lochte Stati Uniti | 14 dicembre 2012 Istanbul, Turchia |

## Risultati

### Batterie[2]
I primi 8 tempi accedono alla finale.
| Pos | Batt | Corsia | Nome                   | Nazione       | Tempo   | Note |
| --- | ---- | ------ | ---------------------- | ------------- | ------- | ---- |
| 1   | 4    | 4      | Daiya Seto             | Giappone      | 1:51.76 | Q    |
| 2   | 5    | 5      | Carson Foster          | Stati Uniti   | 1:51.89 | Q    |
| 3   | 5    | 3      | Finlay Knox            | Canada        | 1:52.50 | Q    |
| 4   | 4    | 5      | Matthew Sates          | Sudafrica     | 1:52.52 | Q    |
| 4   | 5    | 4      | Shaine Casas           | Stati Uniti   | 1:52.52 | Q    |
| 6   | 5    | 6      | Clyde Lewis            | Australia     | 1:52.83 | Q    |
| 7   | 3    | 5      | Alberto Razzetti       | Italia        | 1:52.98 | Q    |
| 8   | 3    | 3      | So Ogata               | Giappone      | 1:53.00 | Q    |
| 9   | 4    | 3      | Leonardo Coelho Santos | Brasile       | 1:53.07 |      |
| 10  | 3    | 4      | Andreas Vazaios        | Grecia        | 1:53.08 |      |
| 11  | 4    | 1      | Tom Dean               | Gran Bretagna | 1:53.53 |      |
| 12  | 5    | 2      | Se-Bom Lee             | Australia     | 1:53.71 |      |
| 13  | 3    | 2      | Carles Coll            | Spagna        | 1:54.03 |      |
| 14  | 4    | 7      | Kaloyan Bratanov       | Bulgaria      | 1:54.50 |      |
| 15  | 4    | 6      | Caio Pumputis          | Brasile       | 1:54.65 |      |
| 16  | 4    | 2      | Yakov Toumarkin        | Israele       | 1:54.95 |      |
| 17  | 3    | 6      | Javier Acevedo         | Canada        | 1:54.96 |      |
| 18  | 5    | 7      | Qin Haiyang            | Cina          | 1:54.98 |      |
| 19  | 5    | 1      | Ronny Brännkärr        | Finlandia     | 1:55.33 |      |
| 20  | 2    | 3      | Richard Nagy           | Slovacchia    | 1:57.13 |      |
| 21  | 4    | 8      | Hugo González          | Serbia        | 1:57.27 |      |
| 22  | 5    | 8      | Tomas Peribonio        | Ecuador       | 1:57.32 |      |
| 23  | 2    | 4      | Luan Grobbelaar        | Nuova Zelanda | 1:57.38 |      |
| 24  | 3    | 7      | Émilien Mattenet       | Francia       | 1:57.91 |      |
| 25  | 3    | 8      | Jakub Bursa            | Rep. Ceca     | 1:58.01 |      |
| 26  | 2    | 6      | Wang Hsing-hao         | Taipei cinese | 1:58.57 |      |
| 27  | 2    | 7      | Erick Gordillo         | Guatemala     | 1:58.98 |      |
| 28  | 3    | 1      | Maximillian Ang        | Singapore     | 1:59.11 |      |
| 29  | 2    | 5      | Kristaps Miķelsons     | Lettonia      | 1:59.49 |      |
| 30  | 1    | 7      | Siva Sridhar           | India         | 1:59.80 |      |
| 31  | 2    | 1      | Dulyawat Kaewsriyong   | Thailandia    | 1:59.85 |      |
| 32  | 2    | 2      | Hayden Kwan            | Hong Kong     | 1:59.91 |      |
| 33  | 2    | 8      | Esteban Núñez          | Bolivia       | 2:01.44 |      |
| 34  | 1    | 6      | Lin Sizhuang           | Macao         | 2:02.41 |      |
| 35  | 1    | 5      | Liam O'Hara            | Zimbabwe      | 2:04.90 |      |
| 36  | 1    | 3      | Mubal Azzam Ibrahim    | Maldive       | 2:19.77 |      |
| 37  | 1    | 2      | Kinley Lhendup         | Bhutan        | 2:20.63 |      |
| -   | 1    | 4      | Matheo Mateos          | Paraguay      | DSQ     | DSQ  |

### Finale[3]
| Pos | Corsia | Nome             | Nazione     | Tempo   | Note |
| --- | ------ | ---------------- | ----------- | ------- | ---- |
|     | 6      | Matthew Sates    | Sudafrica   | 1:50.15 | AfR  |
|     | 5      | Carson Foster    | Stati Uniti | 1:50.96 |      |
|     | 3      | Finlay Knox      | Canada      | 1:51.04 |      |
| 4   | 2      | Shaine Casas     | Stati Uniti | 1:51.31 |      |
| 5   | 4      | Daiya Seto       | Giappone    | 1:51.39 |      |
| 6   | 1      | Alberto Razzetti | Italia      | 1:51.73 |      |
| 7   | 7      | Clyde Lewis      | Australia   | 1:53.19 |      |
| 8   | 8      | So Ogata         | Giappone    | 1:53.40 |      |